# (32171) 2000 ND10
2000 ND10 (asteroide 32171) é um asteroide da cintura principal. Possui uma excentricidade de 0.17084680 e uma inclinação de 22.94812º.
Este asteroide foi descoberto no dia 1 de julho de 2000 por Robert H. McNaught em Siding Spring.